# Antenor Leitão de Carvalho
Pour les articles homonymes, voir Leitão et Carvalho.
 Leitão de Carvalho est un nom portugais ; le premier nom de famille (d'usage facultatif) est  Leitão et le second est de Carvalho.
Antenor Leitão de Carvalho est un herpétologiste et ichtyologiste brésilien, né le 15 avril 1910 et décédé le 11 décembre 1985  à Rio de Janeiro.

## Taxons nommés en son honneur
- Pipa carvalhoi (Miranda-Ribeiro, 1937)
- Plecostomus carvalhoi Ribeiro, 1937
- Discocystus carvalhoi Melo Leitão, 1941
- Bunocephalus carvalhoi Ribeiro, 1944
- Mecynogea carvalhoi Melo Leitão, 1944
- Micrathena carvalhoi Melo Leitão, 1944
- Carvalhodesmus Schubart, 1945
- Stenostreptus carvalhoi Schubart, 1945
- Tityus carvalhoi Melo Leitão, 1945
- Arndtodesmus carvalhoi Schubart, 1947
- Cynolebias carvalhoi Myers, 1947
- Cynolebias antenori Myers, 1952
- Icthyocephalus antenori Travassos & Kloss, 1959
- Amphisbaena carvalhoi Gans, 1965[1]
- Odontophrynus carvalhoi Savage & Cei, 1965
- Micrurus lemniscatus carvalhoi Roze, 1967[1]
- Syncope antenori Walker, 1973
- Syncope carvalhoi Nelson, 1975
- Bokermannohyla carvalhoi (Peixoto, 1981)
- Zachaenus carvalhoi Izecksohn, 1983
- Panopa carvalhoi Rebouças & Vanzolini, 1990[1]
- Dendrophryniscus carvalhoi Izecksohn, 1994
- Colobosauroides carvalhoi Soares & Caramaschi, 1998[1]

## Taxons décrits
- Arcovomer Carvalho, 1954
- Arcovomer passarellii Carvalho, 1954
- Hamptophryne Carvalho, 1954
- Hyophryne Carvalho, 1954
- Hyophryne histrio Carvalho, 1954
- Macrogenioglottus alipioi Carvalho, 1946
- Macrogenioglottus Carvalho, 1946
- Myersiella Carvalho, 1954
- Paratelmatobius Lutz & Carvalho, 1958
- Paratelmatobius lutzii Lutz & Carvalho, 1958
- Relictivomer Carvalho, 1954
- Rhinella dapsilis (Myers & Carvalho, 1945)
- Rhinella pygmaea (Myers & Carvalho, 1952)
- Synapturanus Carvalho, 1954
- Anolis phyllorhinus Myers & Carvalho, 1945
- Siagonodon cupinensis Bailey & Carvalho, 1946

## Biographie
- Nomura, 1993 : A obra científica de Antenor Leitão de Carvalho (1910-1985). Revista Brasileira de Zoologia, vol. 10, n. 3, p. 545-552 (texte)